# Spannteich Knappenrode
Das Naturschutzgebiet Spannteich Knappenrode liegt im Landkreis Bautzen in Sachsen. Es erstreckt sich nördlich von Knappenrode, einem Ortsteil der Stadt Hoyerswerda. Westlich des Gebietes verläuft die B 96 und fließt das Hoyerswerdaer Schwarzwasser.

## Bedeutung
Das 138,3 ha große Gebiet mit der NSG-Nr. D 77 wurde im Jahr 1981 unter Naturschutz gestellt.